# The Open Championship 1985
De 114e editie van het Brits Open werd van 18-21 juli 1985 gespeeld op de Royal St George's Golf Club in Engeland.
Christy O'Connor jr. begon met een mooie ronde van 64 en nam de leiding, maar volgde dat op door een ronde van 76. Het was moeilijk weer, en er werden in de hele week maar 25 rondes onder par gespeeld. Sandy Lyle won hier voor het eerst een Major. Hij had al tien toernooien op de Europese Tour gewonnen, maar dit ontbrak er nog aan. Drie jaar later won hij de Masters.

## Top-10
| Nr | Speler               | Score           | Score | Prijs (£) |
| -- | -------------------- | --------------- | ----- | --------- |
| 1  | Sandy Lyle           | 68-71-73-70=282 | +2    | 65.000    |
| 2  | Payne Stewart        | 70-75-70-68=283 | +3    | 43.000    |
| T3 | David Graham         | 68-71-70-75=284 | +4    | 23.600    |
| T3 | Bernhard Langer      | 72-69-68-75=284 | +4    | 23.600    |
| T3 | Christy O'Connor jr. | 64-76-72-72=284 | +4    | 23.600    |
| T3 | Mark O'Meara         | 70-72-70-72=284 | +4    | 23.600    |
| T3 | José Rivero          | 74-72-70-68=284 | +4    | 23.600    |
| T8 | Anders Forsbrand     | 70-76-69-70=285 | +5    | 15.567    |
| T8 | Tom Kite             | 73-73-67-72=285 | +5    | 15.567    |
| T8 | D.A. Weibring        | 69-71-74-71=285 | +5    | 15.567    |

Vanaf 1970:
1970 ·
1971 ·
1972 ·
1973 ·
1974 ·
1975 ·
1976 ·
1977 ·
1978 ·
1979 ·
1980 ·
1981 ·
1982 ·
1983 ·
1984 ·
1985 ·
1986 ·
1987 ·
1988 ·
1989 ·
1990 ·
1991 ·
1992 ·
1993 ·
1994 ·
1995 ·
1996 ·
1997 ·
1998 ·
1999 ·
2000 ·
2001 ·
2002 ·
2003 ·
2004 ·
2005 ·
2006 ·
2007 ·
2008 ·
2009 ·
2010 ·
2011 ·
2012 ·
2013 ·
2014 ·
2015 ·
2016 ·
2017 ·
2018 ·
2019 ·
2020